# Schuier (tekengereedschap)
Een schuier is een stuk tekengereedschap dat wordt gebruikt om na het stuffen, vlakken of uitgummen de resten stuf of vlakgom van het tekenpapier of calque te verwijderen. Deze schuier heeft dezelfde functie als een borsteltje, maar werkt voor een tekenaar prettiger aangezien die minder de neiging heeft om (grafiet)vlekken achter te laten. Een schuier wordt gemaakt van de vleugel van een vogel, bijvoorbeeld van een duif. Dat is de reden waarom een schuier ook wel vlerk (een oudere benaming voor 'vleugel') wordt genoemd. Het gedeelte waar de vlerk aan het dier vastzat wordt in schellak of zegellak gedoopt. 